# Aedes centropunctatus
Aedes centropunctatus är en tvåvingeart som först beskrevs av Theobald 1913.  Aedes centropunctatus ingår i släktet Aedes och familjen stickmyggor. Inga underarter finns listade i Catalogue of Life.